# 首爾綜合運動場
首爾綜合運動場（：／ Seoul Jonghap Undongjang），也被称为蠶室綜合運動場（：／ Jamsil Jonghap Undongjang），是位於韓國首爾松坡區蠶室洞的複合運動設施，曾用作1986年亞運會及1988年夏季奧運會的主場館。
首爾綜合運動場由首爾奧林匹克主競技場、蠶室附設競技場、蠶室棒球場、蠶室第1及第2游泳館、蠶室室內體育館、生活體育教室、蠶室浮潛館、蠶室乒乓球場等主要設施及体育公園（首爾教育廳管理及營運）、學生室內體育館（首爾市教育廳生活體育營運課管理）、場、奧林匹克展示館等附屬設施組成，其中1986年亞運會及1988年夏季奧運會的開幕式及閉幕式均在首爾奧林匹克主競技場舉行。

## 交通
- 綜合運動場站6號、7號出口（首爾地鐵2號線）

## 外部連結
- 官方网站 
- 首爾綜合運動場 （繁體中文）／首爾綜合運動場 （简体中文）－